# سيفيلا دورفي مارتن
سيفيلا دورفي مارتن (21 أغسطس 1866 - 9 مارس 1948) هي كاتبة كندية أمريكية للعديد من التراتيل الدينية وأغاني الإنجيل في أواخر القرن التاسع عشر وأوائل القرن العشرين. ولدت سيفيلا دورفي في جوردن بنوفا سكوتيا في 21 أغسطس 1866.

## حياتها
درس زوجها، والتر ستيلمان مارتن (1862-1935)، القِسّيسِيّة في جامعة هارفارد، حيث أصبح قسيسًا معمدانيا ولكنه تحول لاحقا إلى تلاميذ المسيح. ابتكروا معاً تراتيل وأغاني أصبحت معروفةً على نطاق واسع.

## أعمالها مع زوجها
كتبت سيفيلا مع زوجها والتر مجموعة من الأعمال وهي:
- God Will Take Care of You
- One of God's Days
- Going Home
- The Old Fashioned Way
- His Eye Is on the Sparrow

## الوفاة
توفيت في منزلها في أتلانتا في 9 مارس 1948، ودفنت في مقبرة ويستفيو.